# Pesqueira, Mexiko
Pesqueira är en ort i Mexiko.   Den ligger i kommunen San Miguel de Horcasitas och delstaten Sonora, i den nordvästra delen av landet, 1 600 km nordväst om huvudstaden Mexico City. Pesqueira ligger 326 meter över havet och antalet invånare är 5 699.
Terrängen runt Pesqueira är platt. Runt Pesqueira är det mycket glesbefolkat, med 6 invånare per kvadratkilometer. Pesqueira är det största samhället i trakten. Omgivningarna runt Pesqueira är i huvudsak ett öppet busklandskap.